# قصعين إبطي الأزهار
قصعين إبطي الأزهار (الاسم العلمي:Salvia axilliflora) هو نوع من النباتات يتبع جنس القصعين من الفصيلة الشفوية.